# Warmsroth
Warmsroth település Németországban, Rajna-vidék-Pfalz tartományban. Lakosainak száma 531 fő (2023. december 31.).

## Népesség
A település népességének változása:
| Lakosok száma | 372  | 436  | 455  | 534  | 541  | 531  |
|               | 1975 | 2017 | 2019 | 2021 | 2022 | 2023 |